# Monthenault
Monthenault é uma comuna francesa na região administrativa de Altos da França, no departamento de Aisne. Estende-se por uma área de 2,94 km². Em 2010 a comuna tinha 156 habitantes (densidade: 53,1 hab./km²).